# São Pedro da Aldeia
São Pedro da Aldeia là một đô thị thuộc bang Rio de Janeiro, Brasil. Đô thị này có diện tích 340 km², dân số năm 2007 là 78717 người, mật độ 231,8 người/km².